# KSK Beveren
KSK Beveren (Koninklijke Sportkring Beveren), bis 1984 SK Beveren,  ist ein 1934 gegründeter Fußballverein aus dem belgischen Ort Beveren bei Antwerpen. Die in Belgien bedeutende Stamnummer (Registrierungsnummer) ist 2300. Der Verein war 1979 und 1984 belgischer Meister sowie 1978 und 1983 Pokalsieger. Die erste Mannschaft ging 2010 in einer Vereinigung mit KV Red Star Waasland zum KVRS Waasland – SK Beveren auf, wurde aber 2022 wiederbelebt.

## Geschichte
Der Verein wurde 1935 gegründet und blieb bis 1948 in unteren Ligen. 1966 stieg der SK Beveren in die Zweite Division auf und Guy Thys wurde Trainer. Unter seiner Führung stieg der KSK Beveren zum ersten Mal in die Erste Division auf.
Die Glanzzeiten des SK Beveren begannen in der Saison 1977/78, als der Verein zum ersten Mal das Finale des belgischen Pokalwettbewerbs gegen Sporting Charleroi gewinnen konnte. In der folgenden Saison wurde der SK Beveren Belgischer Meister und war im Viertelfinale des Europapokal der Pokalsieger gegen Inter Mailand erfolgreich. Im Halbfinale verlor man gegen den FC Barcelona. 1983 wurde der KSK Beveren erneut Pokalsieger und 1984 zum zweiten Mal Belgischer Meister. Zum 50-jährigen Jubiläum der Vereinsgründung erhielt SV Beveren 1984 das Prädikat Koninklijk („königlich“) und firmiert seither als KSK Beveren. 1989 waren die Glanzzeiten des Vereins vorbei und der KSK Beveren stieg zweimal ab und wieder auf.
Im Frühjahr 2001 stieg der ehemalige französische Fußballprofi Jean-Marc Guillou in den Verein ein. Am Ende der Saison 2001/02 landete der KSK Beveren auf dem 18. Platz in der Ersten Division. Der Verein stieg jedoch nicht ab, weil Eendracht Aalst und RWD Molenbeek keine Lizenz für die kommende Saison erhielten. Guillou wurde 2002 Manager des Vereins. Der KSK Beveren steckte zu dieser Zeit in schweren finanziellen und sportlichen Problemen. In der darauffolgenden Saison erlebte der Verein einen Aufschwung. Dieser Aufschwung wurde durch die Wechsel vieler Spieler aus der Fußballschule von Guillou in Abidjan (Elfenbeinküste) und einer Zusammenarbeit mit dem FC Arsenal ermöglicht. Durch die Zusammenarbeit wurden Spieler wie Graham Stack und Igors Stepanovs an den SK Beveren ausgeliehen.
In der Saison 2003/04 war der KSK Beveren im Finale des belgischen Pokals dem FC Brügge unterlegen. Da die Brügger Zweiter in der Meisterschaft wurde, qualifizierte sich Beveren für den UEFA-Pokal. Dort stieß er bis in die Gruppenphase vor, schied allerdings ohne Punktgewinn aus.
Im Frühjahr 2006 wurde Jean-Marc Guillou entlassen. In den nachfolgenden Jahren geriet Beveren erneut in finanzielle Schwierigkeiten und stieg 2009 in die 2. Division ab. Im Mai erfolgte die inoffizielle Fusion mit dem KV Red Star Waasland zum KVRS Waasland – SK Beveren.

## Erfolge
- Belgischer Meister (2)
  - 1979, 1984
- Belgischer Pokalsieger (2)
  - 1978, 1983
- Belgischer Supercupsieger (2)
  - 1979, 1984

## Ehemalige Spieler
- Wilfried Van Moer (1960–1965, 1980–1982)
- Jean-Marie Pfaff (1973–1982)
- Filip De Wilde (1980–1981 Jugend, 1981–1987)
- Geert De Vlieger (19??–1989 Jugend, 1989–1995)
- Marek Kusto (1982–1990)
- Peter van Vossen (1989–1992)
- Erwin Lemmens (1995–1999, 2009–2010)
- Lambert Šmíd (1996–2001)
- Yaya Touré (2001–2003)
- Arthur Boka (2002–2004)
- Emmanuel Eboué (2002–2005)
- Gervinho (2004–2005 Jugend, 2005–2007)

## Liste der Trainer
- 1938–1940 Jos Hanssen
- 1940–1945 Bob Paverick und Clem Hoydonckx
- 1945–1951 Jos Demolie
- 1951–1952 Bieken Van Den Ouden
- 1952–1953 Ferre Van Hoeck (Spielertrainer)
- 1953–1954 René De Zutter (Spielertrainer)
- 1954–1956 Staf Schouwaerts
- 1956–1957 Ferre Van Hoeck
- 1957–1959 John Mortelmans
- 1959–1960 Willem Raetinckx
- 1960–1965 Fons De Winter
- 1965–1966 Omer Van Boxelaer
- 1966–1969 Guy Thys
- 1969–1972 Ward Volckaert
- 1972–1974 Rik Matthijs
- 1974–1975 Jef Jurion
- 1975–1978 Urbain Braems
- 1978–1981 Robert Goethals
- 1981–1984 Urbain Braems
- 1984–1986 Rik Pauwels
- 1986–1988 Ladislav Novák, Eddy Roelandt
- 1988–1989 René Desaeyere
- 1989–1990 Rik Pauwels, Eddy Roelandt, Johan Boskamp
- 1990–1992 Johan Boskamp
- 1992–1995 Jos Daerden
- 1995–1996 René Desaeyere, Dimitri Davidovic, Barry Hulshoff
- 1996–1997 Paul Theunis
- 1997–1998 Paul Theunis, Bert Van Puymbroeck, Stany Gzil
- 1998–1999 Stany Gzil
- 1999–2001 Emilio Ferrera
- 2001–2002 Jean-Marc Guillou, Régis Laguesse, Thierry Pister
- 2002–2005 Herman Helleputte
- 2005–2006 Vincent Dufour, Eddy de Bolle
- 2006–2007 Walter Meeuws, Eddy de Bolle
- 2007–2009 Alexandre Czerniatynski
- 2009–2010 Johan Boskamp, David Penneman